# Zhuangologie
Die Zhuangologie (auch: Zhuang-Studien, Studium der Zhuang; chinesisch 壯學 / 壮学, Pinyin zhuàngxué) ist eine wissenschaftliche Disziplin, die sich mit der Geschichte, Sprache und Kultur der Zhuang, eines Volkes im Süden Chinas, befasst. Als ihr Begründer gilt der chinesische Ethnologe, Historiker und Pädagoge Huang Xianfan.

## Ursprung
Die Zhuang sind eines der ältesten Völker Südchinas. Die sich diesem Volk widmende Zhuangologie ist in China eine noch recht junge anthropologische Disziplin. Erst Anfang der 1950er Jahre begann man überhaupt, sich wissenschaftlich mit den Zhuang zu beschäftigen. Die damals begonnene Zhuangologie war ein erster Beitrag, Kenntnisse über die Geschichte, Kultur und Sprache der Zhuang zu sammeln und zu ordnen. Bahnbrechend in der Zhuangforschung waren die ethnologischen Studien Huang Xianfans seit den frühen 1950er Jahren. Ab 1958 lehrte Zhou Zuoqiu (周作秋) an der Pädagogischen Hochschule Guangxi die Literatur der Zhuang. 1962 wurden das u. a. dem Sprachunterricht dienende Seminar für Zhuang in Nanning und die ersten Zhuang-Seminare eingerichtet.

## Aktuelle Lage der Zhuangologie
Seit wenigen Jahrzehnten hat die Zhuangologie international einen enormen Aufschwung erfahren, was sich in den interdisziplinär angelegten, im Abstand von fünf Jahren abgehaltenen Tagungen der „Gesellschaft für Zhuangologie Guangxis“ besonders deutlich zeigt. Neue Forschungsgebiete für die zhuangologische Forschung ergeben sich durch das Interesse der Ethnologie und der Archäologie an der Erforschung Zhuang.

## Forschungsthemen
Das Studium der Zhuangologie kann Philologie, Literatur- und Sprachwissenschaften, Philosophie- und Religionsgeschichte, Geschichte, Wissenschafts- und Kunstgeschichte sowie Ethnologie und Soziologie der Zhuang beinhalten.

## Ausbildung
Die Zhuangologie ist ein Hochschulstudiengang und wird an einigen Universitäten und Hochschulen angeboten. Direktor des Forschungszentrums für Zhuangologie an der Nationalitäten-Universität Guangxi ist Li Fuqiang (李富强).

## Wissenschaftler der Zhuangologie
Eine der Schlüsselfiguren war Huang Xianfan (1899–1982). Weitere Hauptvertreter waren Huang Zengqing (黃增庆, 1918–1995, ein Schüler von Huang Xianfan, Experte für Archäologie und heftiger Kritiker des Buddhismus und Konfuzianismus), Ban Xiuwen (班秀文, 1920-, Experte für Medizin) und Ouyang Ruoxiu (欧阳若修, 1928-, ein Schüler von Huang Xianfan, Experte für Literatur). Sie werden auch als die „Großen Vier“ der Zhuangologie bezeichnet.

## Wissenschaftliche Einrichtungen der Zhuangologie
- Forschungszentrum für Zhuangologie an der Nationalitäten-Universität Guangxi (广西民族大学壮学研究中心) in Nanning
- Nationalitäten-Forschungsinstitut Guangxi (广西民族研究所) in Nanning
- Zentrum für Zhuangologie-Forschung an der Akademie der Sozialwissenschaften Guangxi (广西社会科学院壮学研究中心) in Nanning
- Gesellschaft für Zhuangologie Guangxi (广西壮学会) in Nanning
- Akademie für Medizin und Pharmakologie der Zhuang an der Akademie für Traditionelle Chinesische Medizin Guangxi (广西中医学院壮医药学院) in Nanning
- Forschungsinstitut für Zhuangologie an der Pädagogischen Universität Guangxi (广西师范大学壮学研究所) in Guilin[5]